# Tom Poston
 (août 2014).
Si vous disposez d'ouvrages ou d'articles de référence ou si vous connaissez des sites web de qualité traitant du thème abordé ici, merci de compléter l'article en donnant les références utiles à sa vérifiabilité et en les liant à la section « Notes et références ».
Tom Poston, né Thomas Gordon Poston, le 17 octobre 1921 à Columbus, en Ohio, aux (États-Unis), et mort le 30 avril 2007 à Los Angeles, en Californie, aux (États-Unis), est un acteur américain.

## Biographie

### Enfance
Tom Poston est né à Columbus dans l'Ohio. Il est le fils de Margaret et George Poston, qui étaient respectivement une vendeuse de liqueur et un chimiste en laiterie. Après être sorti du collège, Tom est allé au lycée Bethany College en Virginie-Occidentale mais il n'en est pas sorti diplômé.

### Parcours
Ainsi, il rejoint l'United States Air Force en 1941. Il fut accepté à l'école des officiers et finit par monter en grade pour servir en tant que pilote durant la Seconde Guerre mondiale; son avion a même largué des parachutistes lors du Débarquement de Normandie. Tom a servi en Afrique du Nord, en Italie, en France et en Angleterre. Après avoir terminé son service militaire, il commença à apprendre le métier d'acteur à New York.
Il a joué avec les jumeaux Sprouse dans Une maman formidable et les retrouve dans un épisode de la série qui en a fait des stars Disney : La vie de palace de Zack et Cody.

### Mort
Après une courte maladie, Tom Poston meurt à Los Angeles en Californie, à l'âge de 85 ans, d'une insuffisance respiratoire.

## Filmographie

### au cinéma
- 1952 : Des jupons à l'horizon : Walk-on
- 1953 : Traqué dans Chicago : Le détective
- 1963 : Zotz! : Professeur Jonathan Jones
- 1963 : The Old Dark House : Tom Penderel
- 1963 : La Dernière Bagarre : Lieutenant Magee
- 1971 : Cold Turkey : M. Stopworth
- 1975 : The Happy hooker : J. Arthur Conrad
- 1978 : Rabbit Test : Le ministre
- 1980 : Up the Academy : Sisson
- 1981 : Carbon Copy : Révérend Hayworth
- 1989 : Murphy's Laws of Golf : George
- 1998 : Drôles de Papous : Gordon Hargove
- 1999 : Une vie à deux : Harry
- 2003 : Beethoven et le Trésor perdu : John Giles, Selig
- 2004 : Un mariage de princesse : Lord Palimore
- 2004 : Un Noël de folie ! (Christmas with the Kranks) de Joe Roth : Père Zabriskie

### à la télévision
- 1959-1960 : The Steve Allen Show : plusieurs personnages
- 1960 : Thriller
- 1964 : Les Accusés (2 épisodes) : Sheldon Lowell
- 1968 : Mon ami Ben (1 épisode) : Joe Cardigan
- 1969 : Max la Menace (1 épisode) : Dr. Zharko
- 1976 : Alice (1 épisode) : Jerry Dittmeyer
- 1977-1987 : La croisière s'amuse : plusieurs personnages
- 1978 : Embarquement immédiat (1 épisode) : Zarky
- 1979 : CHiPs (1 épisode) : Bill Conner
- 1979-1982 : Mork and Mindy : Franklin Delano Bickley
- 1985 : Hôtel (1 épisode) : Tommy Rooney
- 1988 : Hôpital St Elsewhere (1 épisode) : Jim Morrison
- 1990 : Les Simpson (1 épisode : Le Dieu du stade) : Goofball de Capital Ciy
- 1991 : Harry et les Henderson (1 épisode) : ?
- 1992-1993 : Bob : Jerry Feisher
- 1993 : Dream On (1 épisode) : Sidney Barish
- 1993 : Docteur Quinn, femme médecin (1 épisode) : le mystérieux homme mort
- 1994-1995 : La Vie de famille : M. Looney
- 1994-1996 : Murphy Brown : le vieux Swenson
- 1995-1997 : Papa bricole : plusieurs personnages
- 1995-1998 : Une maman formidable : Floyd Norton
- 1997 : Sabrina, l'apprentie sorcière (1 épisode) : Mortgage Broker
- 1998 : Voilà ! (1 épisode) : Herb
- 1998 : Les Anges du bonheur (1 épisode) : Ed
- 1999 : Diagnostic : Meurtre (1 épisode) : Tom Porter
- 1999 : Chérie, j'ai rétréci les gosses (1 épisode) : Oncle Cosmo
- 2000 : Dharma et Greg (1 épisode) : Dr. Gillespie
- 2001 : Le Drew Carey Show (1 épisode) : Roscoe Harvey
- 2001 : Les Rois du Texas (1 épisode) : M. Popper
- 2001 : Urgences (2 épisodes) : Earl
- 2001 : The Ellen Show (1 épisode) : Joe
- 2002 : Becker (1 épisode) : Joe Willakie
- 2002 : Will et Grace (1 épisode) : Norman
- 2002-2003 : That '70s Show : Burt Sigurdson
- 2003 : Good Morning, Miami (1 épisode) : Lenny
- 2003 : Touche pas à mes filles (1 épisode) : Jake
- 2006 : La Vie de palace de Zack et Cody (1 épisode) : Merle

## Distinction

### Récompense
- 1959 : Emmy du meilleur acteur dans un second rôle dans une série comique pour The Steve Allen Show